# Raiozero, Orjîțea
Raiozero (în ucraineană Райозеро) este localitatea de reședință a comunei Raiozero din raionul Orjîțea, regiunea Poltava, Ucraina.

## Demografie
Componența lingvistică a localității Raiozero
     Ucraineană (99,29%)
     Alte limbi (0,53%)
Conform recensământului din 2001, majoritatea populației localității Raiozero era vorbitoare de ucraineană (99,29%), existând în minoritate și vorbitori de alte limbi.